# Xeronema
Xeronema je rod jednoděložných rostlin a jediný rod čeledi Xeronemataceae. Ve starších taxonomických systémech byl někdy řazen do čeledi Asphodelaceae, Hemerocallidaceae, popř. do liliovitých v širším pojetí (Liliaceae s.l.).

## Popis
Jsou to vytrvalé byliny s oddenky. Listy jsou jednoduché, přisedlé, ve výrazných a mohutných přízemních růžicích, s listovými pochvami. Čepele jsou kopinaté, celokrajné, se souběžnou žilnatinou, kožovité a na bázi i zdužnatělé, isobilaterální, tzv. jezdivý list. Květy jsou uspořádány do květenství, nápadných červených hroznů kartáčovitého tvaru. Květy jsou oboupohlavné, skládají se ze 6 okvětních lístků, které jsou volné a červené barvy. Tyčinek je 6, jsou volné. Gyneceum se skládá ze 3 plodolistů, semeník je svrchní, plodem je purpurová tobolka.

## Rozšíření
Jsou známy pouze 2 druhy. Xeronema callistemon je endemitem severního ostrova Nového Zélandu, X. moorei zase Nové Kaledonie.